# Кирия (правительственный комплекс)
Кирия́ (ивр. הקריה‎) — правительственный комплекс в центре города Тель-Авив, используемый Армией обороны Израиля, Министерством обороны, правительственными министерствами и другими государственными органами. Кирия находится между улицами Шауль Ха-Мелех на севере, Каплан на юге, шоссе Бегин на востоке и Леонардо да Винчи на западе.
В северной и огороженной части комплекса (к северу от улицы Каплан) расположена база Генерального штаба — Лагерь Рабин, названный в честь Ицхака Рабина. В повседневном языке термин «Кирия» обычно используется именно для описания «лагеря Рабина».

## История

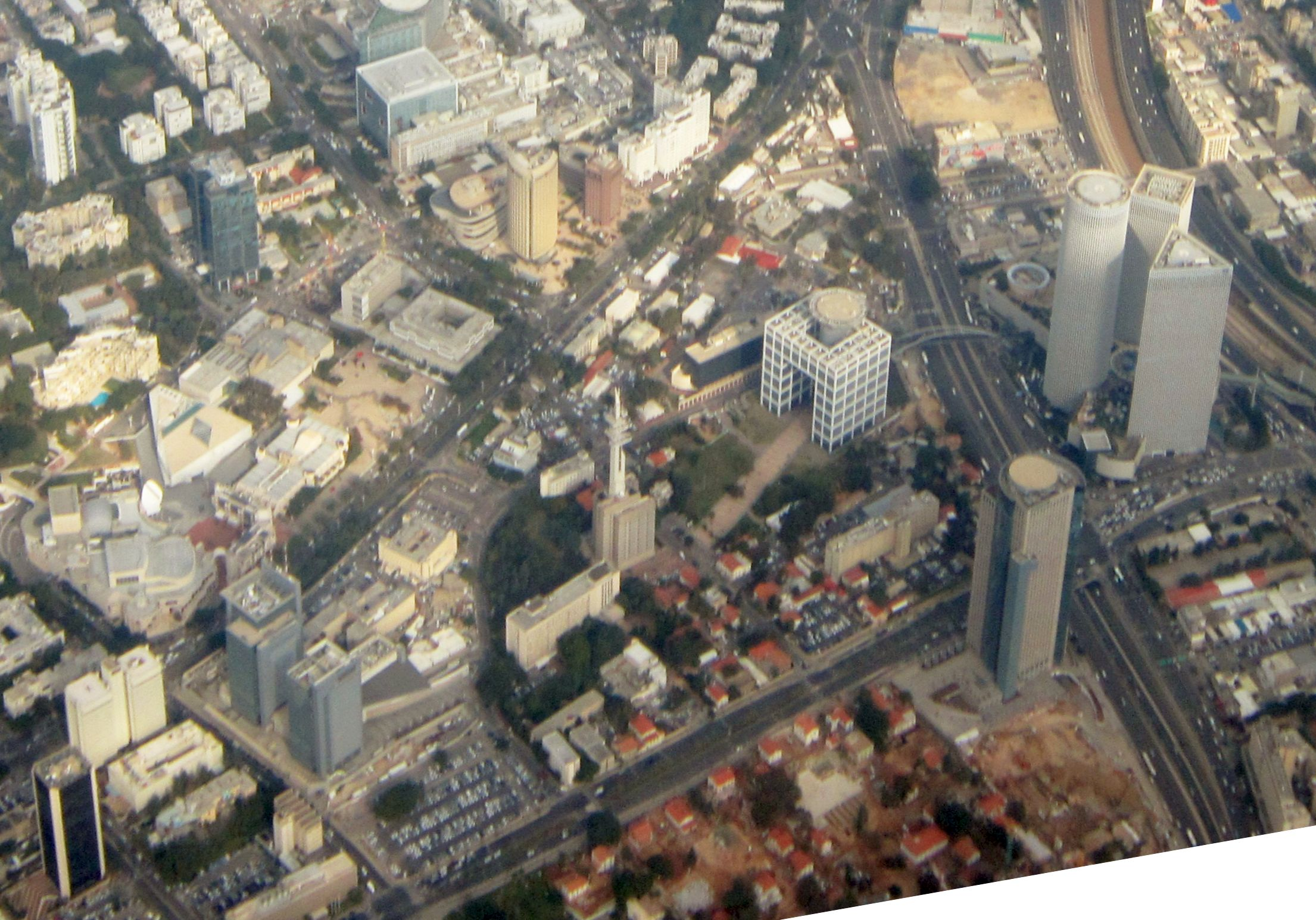
Кирия и окрестности на аэрофотоснимке

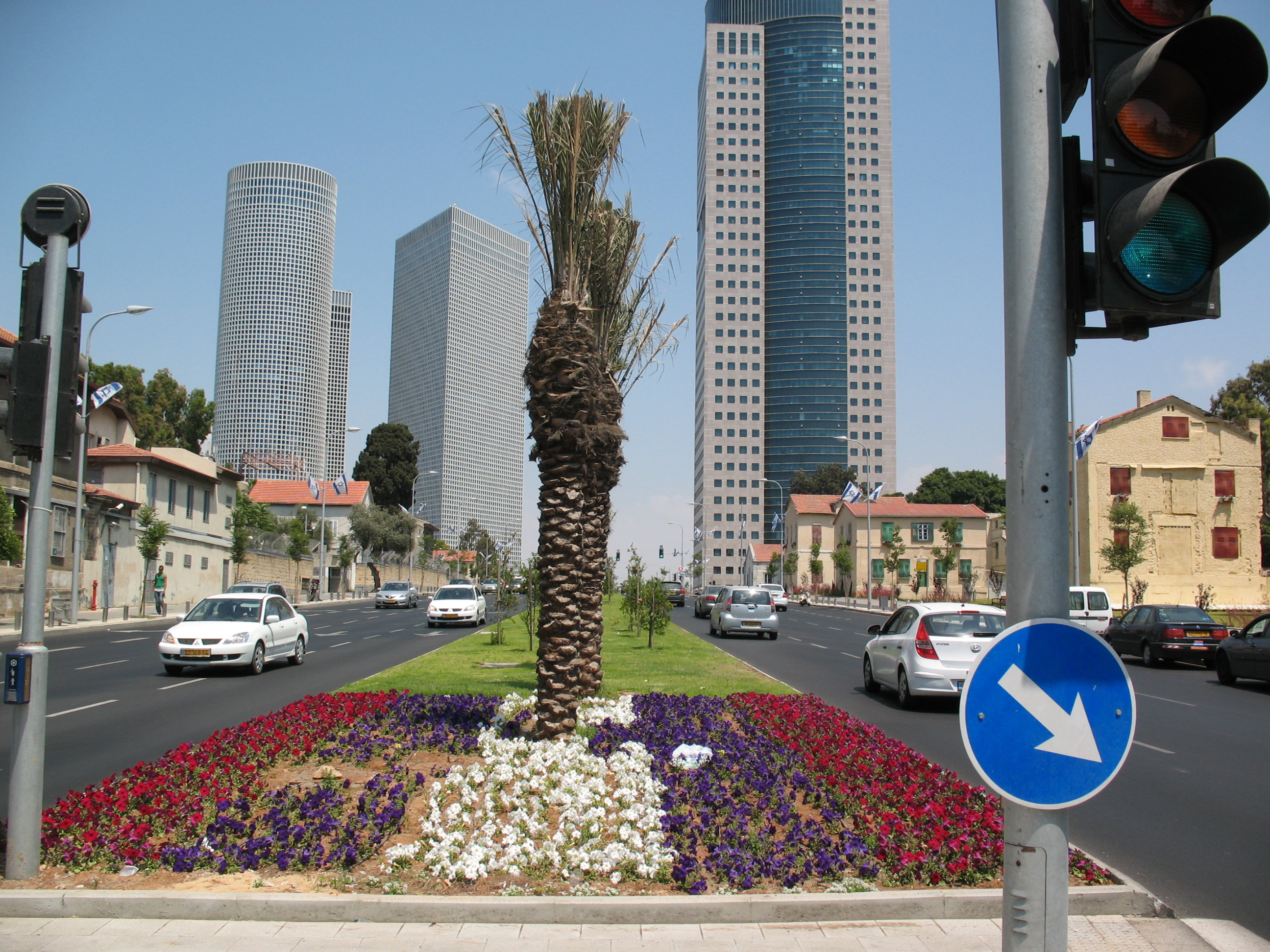
Улица Каплан, пересекающая Кирью. Фотография на пересечении улиц Каплан и Альберта Мандлера. Справа — исторические дома Сароны после того, как они были перенесены на новое место, а на заднем плане башня Юваль и центр Азриэли

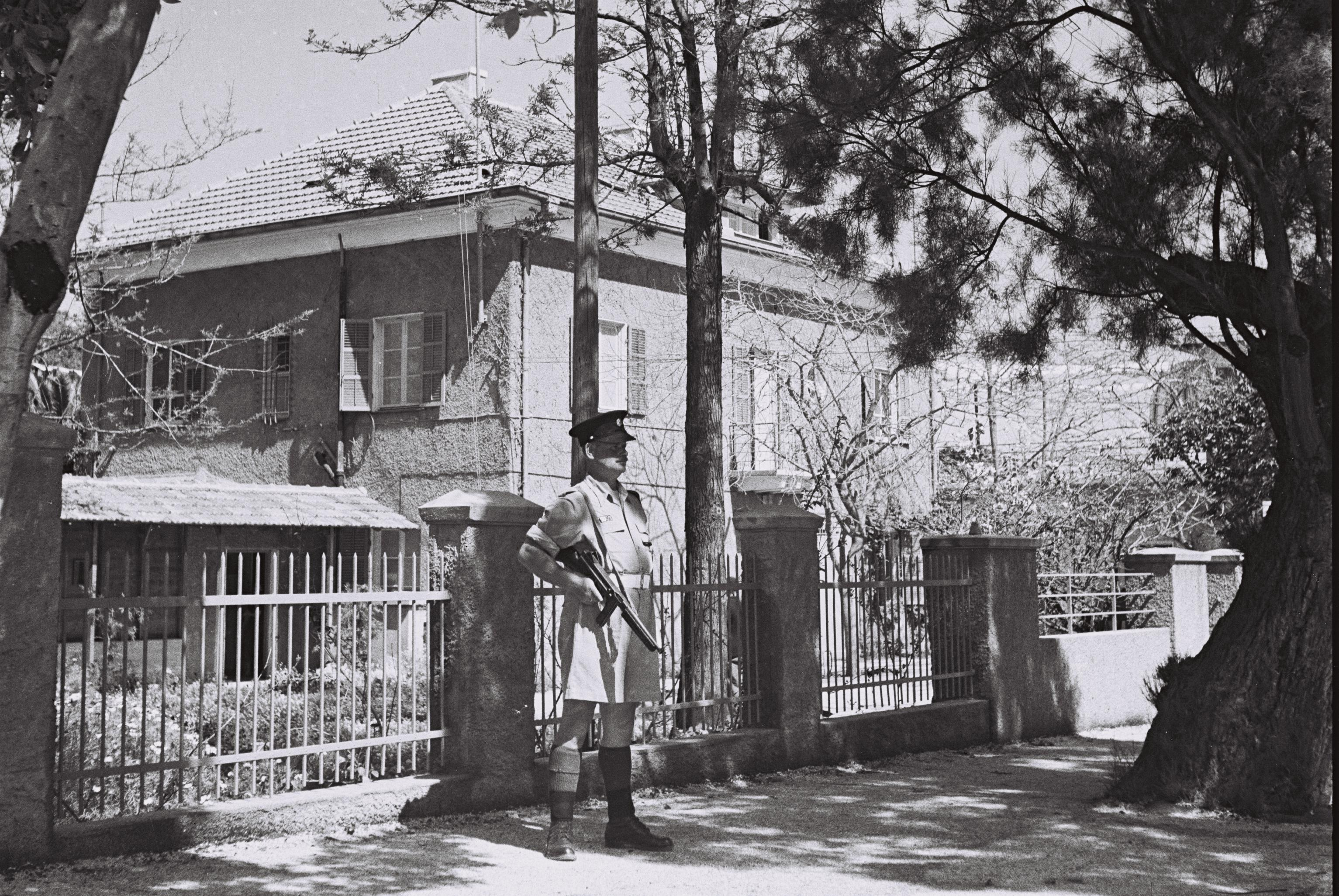
Канцелярия премьер-министра в Кирье, июнь 1948 года

В 1871 году колония Сарона была основана темплерами из второго поколения немецкой колонии в Яффо. Жители колонии выбрали холм, который в то время был ближе всего к основным транспортным путям и к реке Аялон. По большей части темплеры занимались сельским хозяйством и особенно выращиванием винограда и изготовлением вина. Как и в большинстве колоний тамплиеров, улицы колонии Сарона были построены в форме креста, похожего на римские кардо и декоманос. Эти две улицы находятся на маршруте сегодняшних улиц Каплан и Давид Элазар. Дома колонии были спроектированы Теодором Занделем и построены из камня.
Во время Первой мировой войны тамплиеры были депортированы в Египет британским военным правительством из-за того, что они были вражескими подданными. После войны, с основанием гражданского правительства в 1920 году, тамплиеры вернулись в колонию и восстановили ее. Перед Второй мировой войной некоторые из тамплиеров записались в немецкую армию и покинули страну. Во время войны, после того как некоторые колонии тамплиеров выразили поддержку нацистскому режиму, Сарона стала зоной карантина для вражеских подданных. В 1945 году большая часть жителей колонии была депортирована в Австралию, а британские власти захватили территорию и превратили ее в правительственный центр для своих нужд. 16 декабря 1947 года англичане эвакуировались из Тель-Авива и передали лагерь представителям еврейского поселения. В северной части Сароны от улицы Каплан был установлен первый видимый военный лагерь, лагерь Иегошуа, названный в честь Иегошуа Гловермана.
Район к югу от улицы Каплан использовался как резиденция Временного правительства. После создания государства Тель-Авив был объявлен столицей временного государства. Когда Кнессет переехал в Иерусалим в 1949 году, правительство также переехало. В просторных залах здания винодельни были собраны первые самолеты Oster, которые использовались Государством Израиль в Войне за независимость . Незадолго до создания государства было решено, что правительственные учреждения и кабинет будущего премьер-министра будут временно размещены в Сароне. В «Кирью», где были созданы и размещены важные правительственные учреждения, такие как Канцелярия президента государства, Государственный контролер, национальная штаб-квартира полиции и Коль Исраэль (который остается там до сих пор, вместе с Министерством обороны). Государственная типография располагалась в здании винодельни. В 1951 году на восточной стороне Кирьи в здании, которое использовалось школой Сароны, был открыт родильный дом Кирия, который действовал там до 1997 года, когда он был закрыт, а его палаты были переданы роддому «Лис». Здание было разрушено, а на его месте была построена Башня Генерального штаба, строительство которой было завершено в 2005 году. До 2006 года в доме Вильгельма Аберла размещалась канцелярия премьер-министра.

## Лагерь «Рабин»

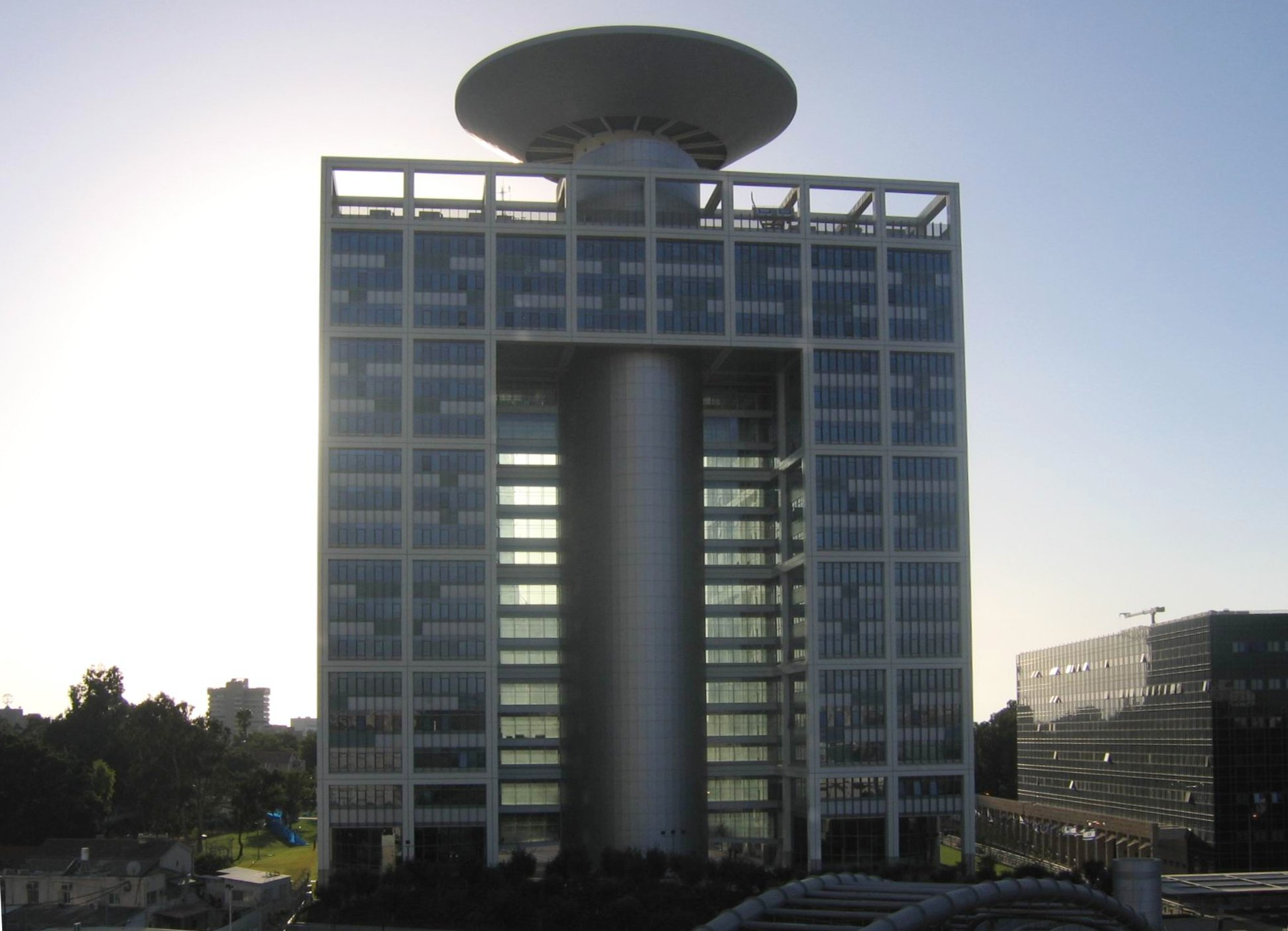
Башня Генерального штаба в лагере Рабин

Военный лагерь «Рабин» получил свое название в ноябре 1996 года, через год после убийства Рабина (прежде он назывался «Лагерь Генштаба 128»), в нём размещаются Министерство обороны, Генеральный штаб Армии обороны Израиля и подземный главный командный пункт (известный как «Бор», который был выкопан в 1957 году и расширен в начале 70-х годов), штабы ВВС и ВМС, пресс-секретариат Армии обороны Израиля, канцелярия главного военного прокурора, канцелярия главного военного раввина, канцелярия командующего Южного военного округа, канцелярия командующего Центрального военного округа, канцелярия командующего Северного военного округа, военная цензура, комиссия по заявлениям военнослужащих, профсоюз работников АОИ, библиотека Генерального штаба имени начальника штаба Хаима Лескова, главная синагога лагеря Рабин «Мишкан Шломо», раввин Шломо Горен и канцелярия премьер-министра.
Некоторые из офисов размещены в башне Генерального штаба, для которой характерна вертолетная площадка на крыше. Одной из выдающихся отличительных черт базы является башня Марганит, строительство которой было завершено в 1987 году, высота которой составляет 138 метров и на вершине которой размещено множество антенн. Другое известное, более старое здание — это дом 22, в которое Управление Генерального штаба было перенесено в 1954 году.
Башни Канарит, где расположен штаб ВВС, представляют собой два здания высотой 18 этажей каждое, стоящие в северо-западном углу лагеря Рабин, вдоль улицы Леонардо де Винчи.

## Проект Южная Кирия (Сарона)

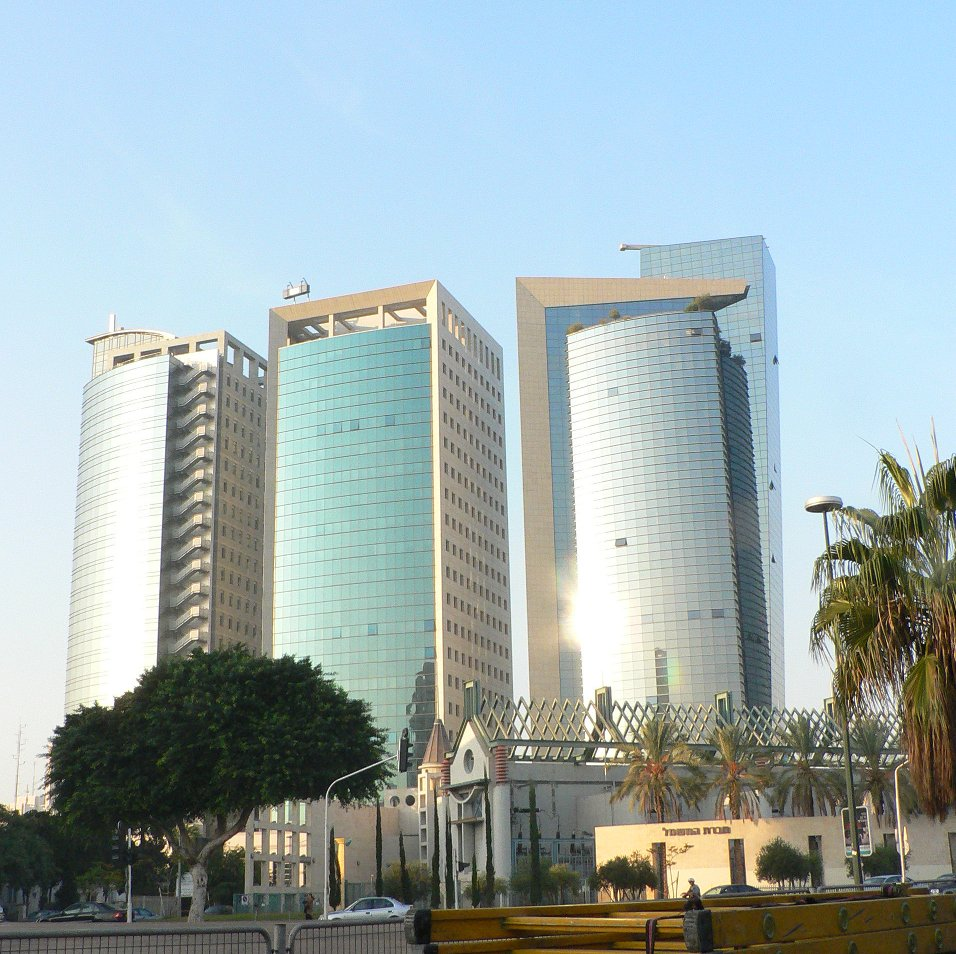
Офисные здания на юге Кирьи

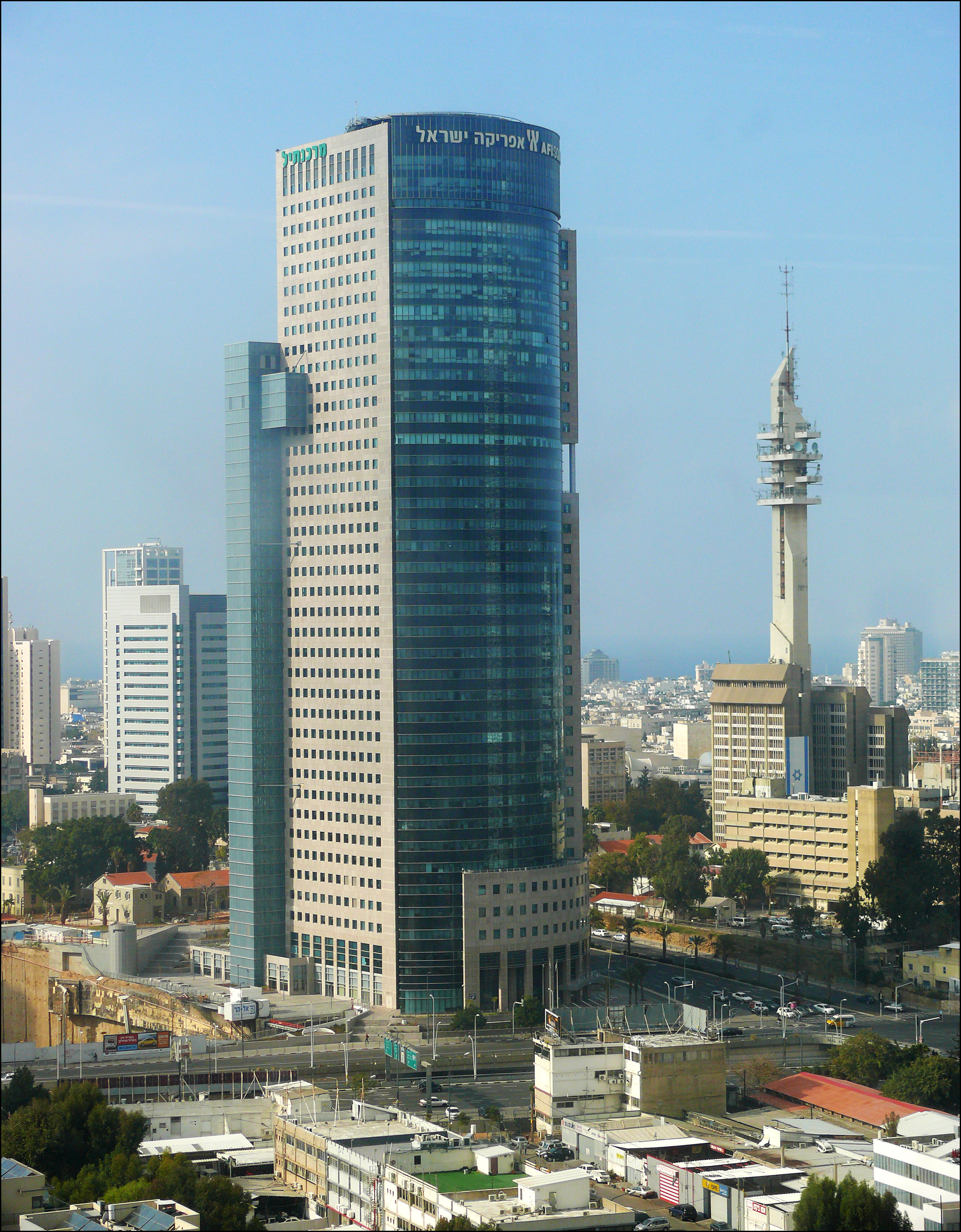
Башня Йовель

В сентябре 1978 года, после решения израильского правительства о переносе оставшихся правительственных учреждений в Кирьи в Иерусалим, министр финансов Симха Эрлих назначил руководящий комитет по «перепланированию Южной Кирьи» — территории площадью примерно 190 000 м², ограниченной улицами Каплан, Бегин, Хашмонаим / Ха-Арбаа и Леонардо да Винчи.
Впоследствии были выбраны три архитектурные фирмы, которые предложили альтернативы для дизайна проекта, когда было заранее определено, что победившая альтернатива будет совместно разработана и сформулирована группой планирования. Руководить проектом был выбран архитектор Кальман Кац. Первоначальный план, который был предложен, включал в себя застроенную территорию смешанного назначения, включающую четыре яруса зданий, разграничивающих центральную площадь и просторный городской парк.
Созданное городское пространство было предназначено для пешеходов, а движение и стоянка транспортных средств осуществляется только на подземных стоянках. Однако после утверждения плана потребность в офисных, торговых и жилых помещениях в центре Тель-Авива возросла, и изменилась планировочная концепция сохранения зданий района Сарона. В целях адаптации Плана застройки городская реальность была подготовлена архитектором Кальманом Кацем в новом детальном плане Тель-Авив/3000, который вступил в силу в сентябре 2006 года. План Тель-Авив/3000 включает в себя застроенную территорию смешанного использования на основной площади 499 000 квадратных метров, которая окружает городской парк со сохранёнными историческими зданиями. Уникальность проекта заключается в сочетании нового и многоэтажного строительства в широком масштабе, а также сохранении зданий колонии Сарона в пределах значительного зеленого парка .

### Башня Ха-Йовель
Башня «Ха-Йовель» (также известная как «Башня Кирьят-ха-Мемшала») представляет собой 158-метровую башню, расположенную на углу улиц Каплан и Менахем Бегин. Площадь здания составляет около 110 000 квадратных метров. Нижние этажи здания используются государственными учреждениями, а верхние этажи сдаются в аренду для коммерческих целей. Башня покрыта камнем и стеклом и стоимость строительства дошла до одного миллиарда шекелей.
Башня была построена в рамках проекта «Южная Кирия» как самая низкая башня из запланированных, и ее увеличение было одобрено во время строительства. Оно осуществлялось совместно компаниями Africa Israel Properties и Minrav в 2004 году. В том же году Africa Israel приобрела права на здание у Minrav примерно за 100 миллионов шекелей с целью сдачи этажей в аренду предприятиям. Этажи, предназначенные для государственных учреждений, были арендованы по долгосрочным контрактам на 20 лет, но сдача этажей в аренду для торговли столкнулась с трудностями, и в 2009 г. Africa Israel предложила большую часть здания британскому фонду.

### Проект сохранения домов в Сароне
В рамках проекта «Южная Кирия» было решено сохранить 37 построек тамплиеров. 25 зданий будут использоваться в коммерческих целях, а 12 станут музеями в Сароне . Вокруг построек разбит парк Южная Кирия, который сохранит деревья, посаженные тамплиерами. В рамках расширения улицы Каплан до восьми полос пять домов колонии были перемещены примерно на тридцать метров к югу. Операция включала распил фундаментов домов, их укрепление и перемещение с помощью рельсов на новое место. Стоимость проекта составила около 26 миллионов шекелей, финансируемых Земельным управлением Израиля.
Сегодня на этом месте также расположены рынок Сарона, башня Сарона Азриэли и отель Сарона.